# ČSD-Baureihe T 679.0
Die ČSD-Baureihe T 679.0 (ab 1988: Baureihe 776) ist eine dieselelektrische Lokomotive der einstigen Tschechoslowakischen Staatsbahn ČSD für den schweren Reisezug- und Güterzugdienst.

## Geschichte
Die Entwicklung der Lokomotive erfolgte parallel zur Baureihe T 678.0 und ist mit dieser weitgehend identisch. Im Unterschied zu dieser Reihe erhielten sie jedoch für die Verwendung im Reisezugverkehr einen Dampfkessel für die Zugheizung. Um diesen unterzubringen, wurde das Tankvolumen von 6000 auf 3500 Liter reduziert.
Diese Gattung ermöglichte es auch im Personenzugdienst auf Gebirgsstrecken die Dampflokomotiven abzulösen.
Bis 1964 wurden 27 Maschinen geliefert. Der Einsatz erfolgte von den Depots Praha-Libeň, Plzeň, Zvolen und Vrútky. Auch diese Maschinen erhielten einen orangefarbigen Anstrich, was ihnen ebenso den Spitznamen „Pomeranč“ (deutsch: Orange) einbrachte.
Auch von diesen Maschinen wurden keine weiteren Exemplare beschafft. Zu ihrer Entstehungszeit waren sie und die T 678.0 die stärksten und schnellsten Diesellokomotiven der ČSD. Lokomotiven der Baureihe T 679.0 lieferte ČKD auch in den Irak.
Die Lokomotiven bewährten sich über viele Jahre auf den anspruchsvollen Gebirgsstrecken.
Zum Fahrplanwechsel 1996/1997 endete ihr planmäßiger Einsatz. Die T 679.019 ist als Museumslokomotive im Depot Bratislava Vychod erhalten geblieben. Erhalten blieb auch ein Exemplar der Baureihe T 678.0.